# Deq

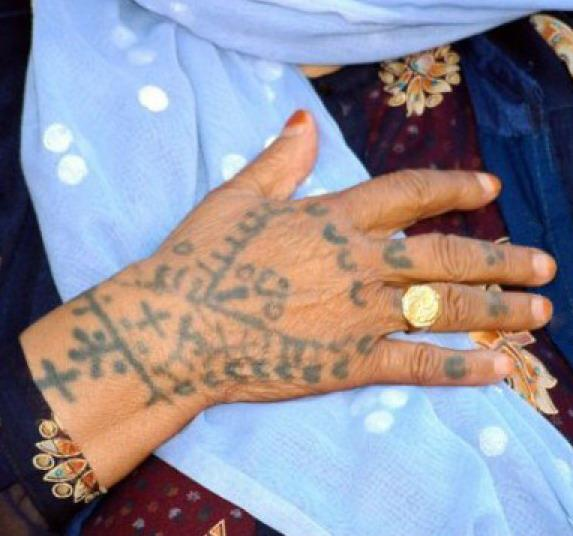
Traditionell deq på en kvinnas hand.

Deq (kurdiska:  deq, دەق) eller xal (kurdiska: xal, خاڵ) avser traditionella och unika tatueringar hos kurder. Deq är vanligast bland kurdiska kvinnor men även män kan bära tatueringarna. Att tatuera sig med deq har blivit mindre vanligt på grund av influenser från islam och har ersatts med henna. I motsats till henna är deq en permanent tatuering. Det har gjorts försök med att göra deq mera populärt genom att associera den med en persons kurdiska identitet. Deq används även av yazidier.